# Sauerstoffbedarfsstufe
Die Sauerstoffbedarfsstufe bewertet zusammenfassend die im Ablauf von Kläranlagen verbleibende Restverschmutzung hinsichtlich der drei wichtigsten Parameter für sauerstoffzehrende Verschmutzungen. In fünf Stufen zusammengefasst werden die Untersuchungsergebnisse der Parameter
- biochemischer Sauerstoffbedarf (BSB5) – erfasst die biologisch abbaubare Verschmutzung
- chemischer Sauerstoffbedarf (CSB) – erfasst zusätzlich die biologisch nicht mehr abbaubare Verschmutzung
- Ammoniumstickstoff (NH4-N), dessen Oxidation zunächst 4,6 mal mehr Sauerstoff erfordert als der BSB5

Aus den drei Messwerten wird eine Gesamtstufe errechnet, die schnell erkennen lässt, wie gut eine Kläranlage arbeitet und wie stark sie das Gewässer belastet.
In Deutschland sind die gesetzlichen Anforderungen für Kläranlagenabläufe im Anhang 1 zur Abwasserverordnung (AbwV) festgelegt. Kläranlagen erfüllen diese Anforderungen hinsichtlich der drei genannten Parameter, sobald sie die Sauerstoffbedarfsstufe 3 (mäßige Restverschmutzung) erreichen. Kläranlagen in den SB-Stufen 1 (sehr geringe Restverschmutzung) und 2 (geringe Restverschmutzung) übertreffen die Mindestanforderungen.
Verteilung der Sauerstoffbedarfsstufen im DWA-Leistungsvergleich kommunaler Kläranlagen 2006:
Stufe 1: 64 %, Stufe 2: 33 %, Stufe 3: 3 %, Stufe 4: 0,3 %, Stufe 5: 0,1 % (bezogen auf Einwohnerwerte; KA 10/2007)